# 12-Stunden-Rennen von Sebring 1973

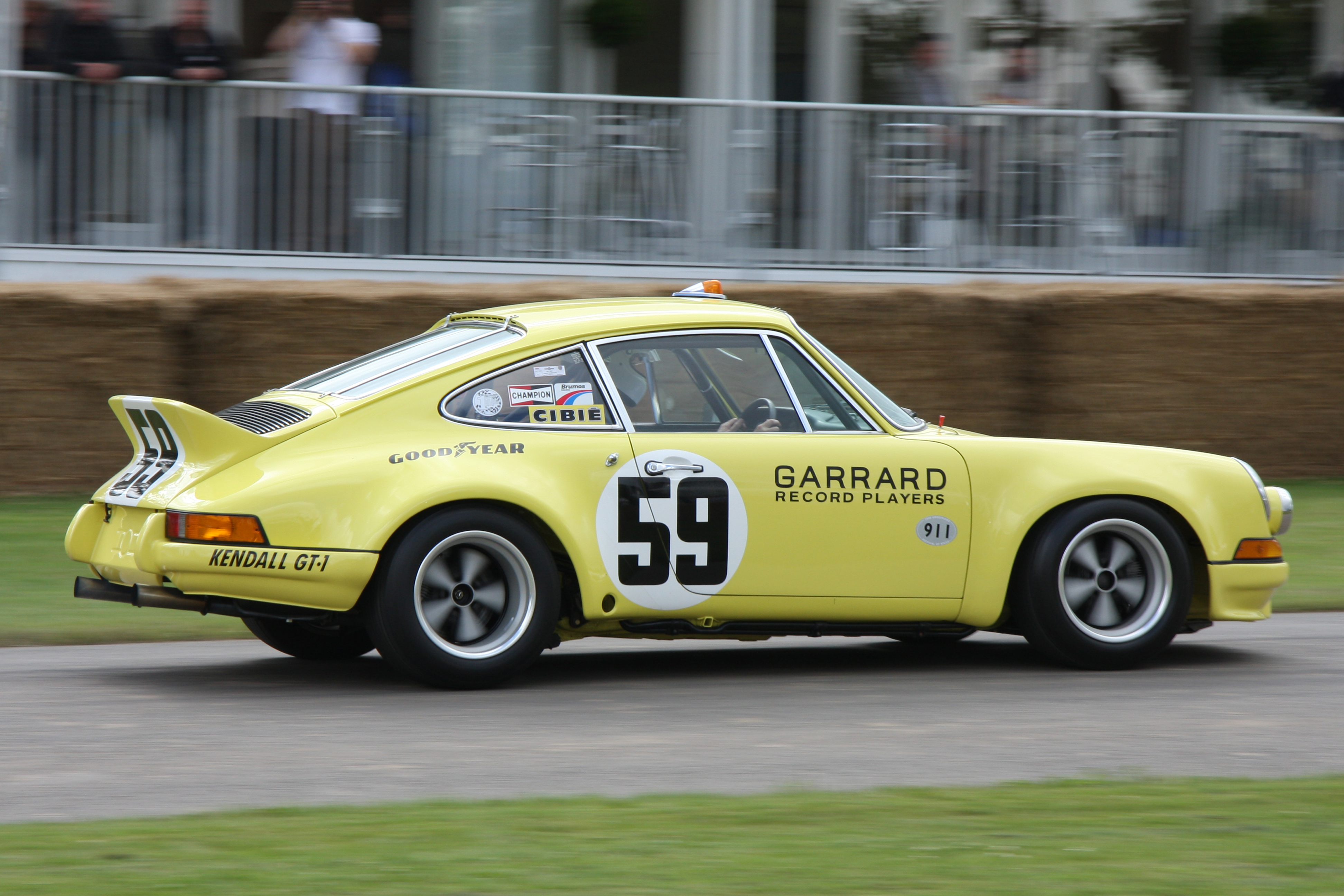
Der Porsche Carrera RSR mit der Startnummer 59 und der gelben Warnleuchte auf dem Dach als besonderem Merkmal, beim Goodwood Festival of Speed 2008. Mit diesem Fahrzeug gewannen Peter Gregg, Hurley Haywood und Wagenbesitzer Dave Helmick das Rennen

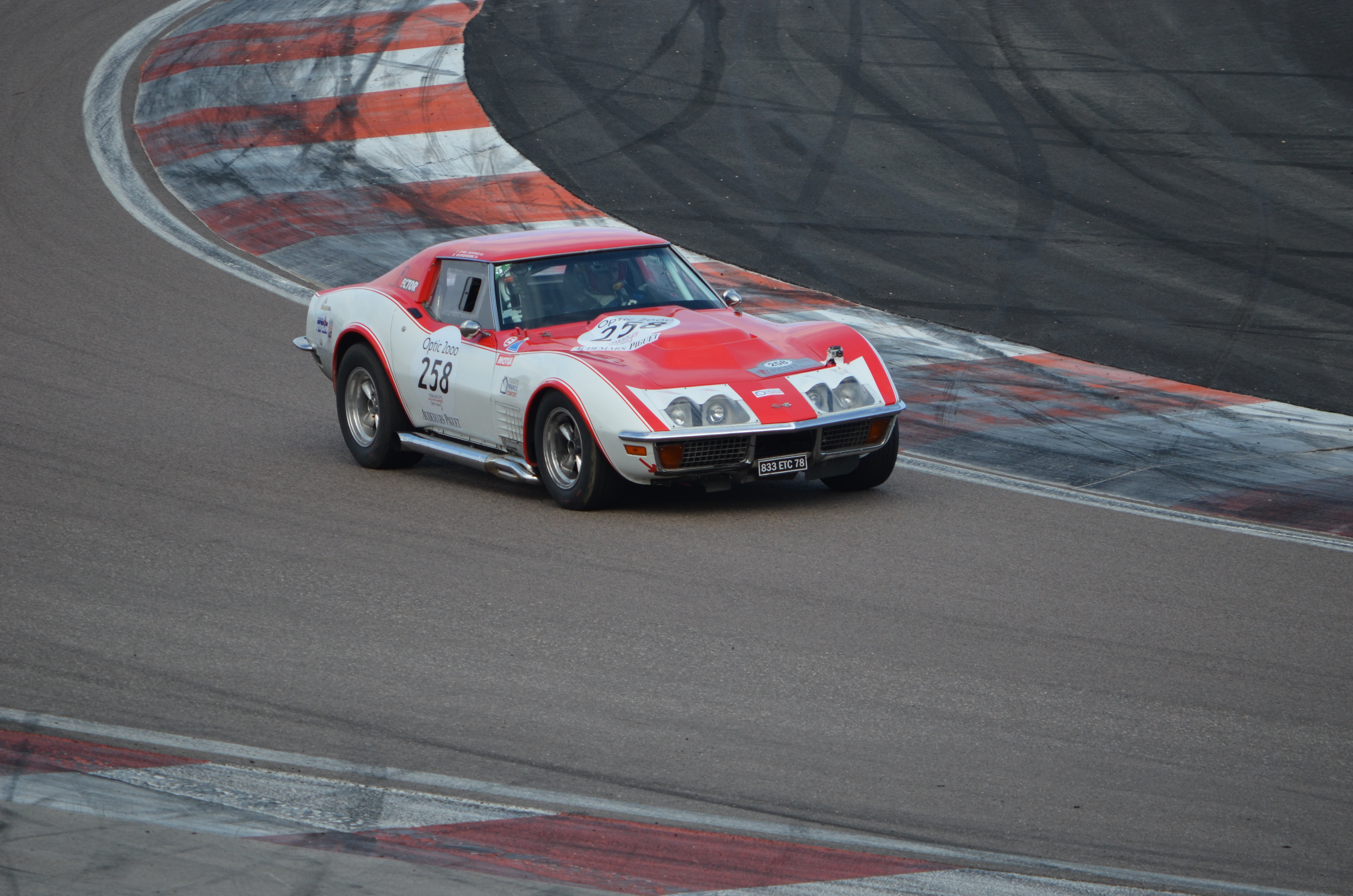
Chevrolet Corvette C3

Das 22. 12-Stunden-Rennen von Sebring, auch Sebring-Camel 12, The Camel GT Challenge, Sebring, fand am 24. März 1973 auf dem Sebring International Raceway statt und war der erste Wertungslauf der IMSA-GT-Serie dieses Jahres.

## Das Rennen
Nach 21 Jahren endete 1972 die Ära von Alec Ulmann als Veranstalter des Rennens. Der in Russland geborene Luftfahrt-Ingenieur hatte die Rennveranstaltung 12-Stunden-Rennen von Sebring 1952 aus der Taufe gehoben und über zwei Jahrzehnte für die ausreichende Finanzierung und die Dotierung der Start- und Preisgelder gesorgt. Von 1953 bis 1972 war das Rennen 20-mal Teil der internationalen Sportwagen-Weltmeisterschaft. 1972 endete nicht nur die Zeit Ulmanns, auch der Weltmeisterstatus ging verloren. Mit dem Fernbleiben der Sportwagen verlor das Rennen auch die großen internationalen Teams, die teils weltweit bekannten Piloten und die Reichen und Schönen, die das Rennereignis in Florida immer angezogen hatte. 1973 übernahm die International Motor Sports Association die Ausrichtung des Rennens. Aus einem Sportwagenrennen wurde ein GT-Rennen und das Zuschauerinteresse brach ein. Nur mehr 30.000 Interessierte fanden am Renntag den Weg zur Rennstrecke.
Dennoch hatte das Rennen im Nachhall Bedeutung, markiert es neben dem 24-Stunden-Rennen von Daytona 1973 den Beginn der großen Sportwagenkarrieren von Peter Gregg und Hurley Haywood. Gregg und Haywood siegten gemeinsam mit Dave Helmick in dessen zwei Wochen vor dem Rennen ausgelieferten neuen Porsche Carrera RSR, eine Runde vor den Markenkollegen Michael Keyser und Milt Minter.

## Ergebnisse

### Schlussklassement
| Pos.               | Klasse | Nr. | Team                           | Fahrer                                      | Fahrzeug            | Runden |
| ------------------ | ------ | --- | ------------------------------ | ------------------------------------------- | ------------------- | ------ |
| 1                  | GTO    | 59  | Dave Helmick                   | Peter Gregg Hurley Haywood Dave Helmick     | Porsche Carrera RSR | 226    |
| 2                  | GTO    | 1   | Toad Hall Motor Racing         | Michael Keyser Milt Minter                  | Porsche Carrera RS  | 225    |
| 3                  | GTO    | 50  | John Greenwood Racing          | Ron Grable John Greenwood Mike Brockman     | Chevrolet Corvette  | 219    |
| 4                  | GTO    | 81  | Far West Racing                | Grey Egerton Elliott Forbes-Robinson        | Porsche Carrera RSR | 217    |
| 5                  | TO     | 17  | Vince Gimondo                  | Vince Gimondo Billy Dingman                 | Chevrolet Camaro    | 212    |
| 6                  | TO     | 37  | Dan Moore                      | Dan Moore David McCullough                  | Ford Mustang        | 210    |
| 7                  | GTU    | 27  | Don Lindley                    | Don Lindley Stephen Behr Brian Goellnicht   | Porsche 911S        | 209    |
| 8                  | GTU    | 76  | Silverstone Racing Team        | George Stone Mike Downs                     | Porsche 911S        | 209    |
| 9                  | TO     | 24  | T. C. Racing                   | Tim Chitwood Joie Chitwood junior Bob Nagel | Chevrolet Camaro    | 208    |
| 10                 | GTU    | 91  | Holbert’s Porsche-Audi         | Dieter Oest Mike Tillson Harry Bytzek       | Porsche 911S        | 198    |
| 11                 | GTO    | 99  | Phil Currin                    | Phil Currin Danny Fortin Bill Johnson       | Chevrolet Corvette  | 197    |
| 12                 | TO     | 42  | Garcia Racing                  | Luis Sereix Tony Lilly Dave Yoder           | Chevrolet Camaro    | 193    |
| 13                 | GTU    | 77  | Bruce Jennings                 | Bruce Jennings Bob Beasley                  | Porsche 911S        | 193    |
| 14                 | GTU    | 89  | Thomas Barrick                 | Don Parish Dave Causey Edwin Taylor         | Porsche 911S        | 193    |
| 15                 | GTU    | 82  | Bob Bergstrom                  | Bob Bergstrom Jim Cook                      | Porsche 911S        | 191    |
| 16                 | GTO    | 94  | Leldon Blackwell               | Wilbur Pickett Bill Bean                    | Chevrolet Corvette  | 186    |
| 17                 | GTO    | 41  | George Garcia Racing           | George Garcia Vic Shinn                     | Chevrolet Corvette  | 186    |
| 18                 | GTU    | 84  | Airport Motorsports            | Klaus Selbert Sieg Glage                    | Porsche 911S        | 186    |
| 19                 | TU     | 114 | Jim Grob Racing                | Jim Grob Juan Montalvo                      | BMW 2002            | 180    |
| 20                 | GTO    | 61  | Sebring Racing Inc.            | Scott Chapman John McLaren Bill Hood        | Chevrolet Corvette  | 179    |
| 21                 | GTU    | 67  | David McClain                  | David McClain Dave White                    | Porsche 914/6       | 177    |
| 22                 | GTO    | 47  | Sebring Racing Inc.            | Terry Keller Bob Gray Neil Potter           | Chevrolet Corvette  | 175    |
| 23                 | GTU    | 92  | Holbert’s Porsche-Audi         | Dieter Oest Don Heth David Olimpi           | Porsche 911S        | 174    |
| 24                 | TU     | 90  | Z & W Mazda                    | Ray Walle Richard Schuck                    | Mazda RX-2          | 173    |
| 25                 | TO     | 00  | Levi’s Team Highball           | Whit Diggett Amos Johnson                   | AMC Gremlin         | 154    |
| 26                 | GTU    | 85  | Don Parish                     | Don Parish Ron Jones John Hulen             | Porsche 914/6       | 154    |
| 27                 | GTU    | 74  | J. G. Racing                   | Jacques Groleau Craig Ross Bill Shaw        | Datsun 240Z         | 153    |
| 28                 | TO     | 78  | Manuel Quintana                | Manuel Quintana Reinaldo Almeida            | Ford Mustang        | 150    |
| 29                 | GTU    | 86  | Jim Lynch                      | Jim Lynch Toby Milne                        | Porsche 911S        | 148    |
| 30                 | GTO    | 80  | Kirby Stumpff                  | Kirby Stumpff Dick Vreeland James Pirie     | Shelby GT500        | 137    |
| 31                 | TO     | 7   | Eddie Johnson                  | Eddie Johnson Clay Young                    | Chevrolet Camaro    | 132    |
| 32                 | GTO    | 97  | Ansley Racing Enterprises      | Tony Ansley Ron Connelly Steve Avera        | Chevrolet Corvette  | 131    |
| 33                 | TU     | 175 | U.S. Davis Racing              | Jack Baldwin Bobby Clark                    | Datsun 510          | 130    |
| 34                 | GTO    | 32  | Roberto Auto Electric          | Roberto Boza Daniel Hernandez José Romero   | Shelby GT500        | 127    |
| 35                 | GTU    | 88  | Bob Lapp                       | Bob Lapp Mike Meldeau                       | Datsun 240Z         | 124    |
| 36                 | TO     | 72  | Alberto Naon                   | Alberto Naon Tony Garcia John Freyre        | Chevrolet Camaro    | 123    |
| 37                 | TO     | 83  | Houghton Smith                 | Bert Gafford John Belperche                 | Chevrolet Camaro    | 121    |
| 38                 | TO     | 29  | Ralph Noseda                   | Ralph Noseda Ray Mummery Richard Small      | Chevrolet Camaro    | 113    |
| 39                 | GTO    | 5   | Race Enterprise & Developments | Dave Heinz Jerry Thompson                   | Chevrolet Corvette  | 110    |
| Ausgefallen        |        |     |                                |                                             |                     |        |
| 40                 | GTO    | 49  | John Greenwood Racing          | Jim Greendyke Robert Johnson                | Chevrolet Corvette  | 182    |
| 41                 | TO     | 9   | Ray Kessler Inc.               | Ray Kessler Jim Fitzgerald                  | Chevrolet Camaro    | 178    |
| 42                 | TU     | 33  | RaceCo of Coral Gables         | Marc Davis Richard Melville Bob Beatty      | Alfa Romeo GTV      | 165    |
| 43                 | GTO    | 3   | Performance Associates         | Dick Bauer Jim DeStefano Nick Engels        | Chevrolet Corvette  | 159    |
| 44                 | TO     | 71  | Bob Christiansen               | Bob Christiansen Gary Myers John Tremblay   | Chevrolet Camaro    | 149    |
| 45                 | TO     | 57  | Garcia Racing                  | Javier Garcia Reinaldo Almeida              | Ford Mustang        | 148    |
| 46                 | GTU    | 95  | George Dickinson               | George Dickinson Eddie Wachs Ernest Pultz   | Porsche 911         | 125    |
| 47                 | GTO    | 69  | WGB Niagara Wines              | Ron Goldleaf John Tunstall                  | Chevrolet Corvette  | 124    |
| 48                 | TO     | 30  | Dallmeyer Racing               | Dennis Dallmeyer Nick Dunn                  | Chevrolet Camaro    | 124    |
| 49                 | GTO    | 11  | Troy Promotions Inc.           | Tony DeLorenzo Steve Durst                  | Chevrolet Corvette  | 113    |
| 50                 | GTO    | 48  | John Greenwood Racing          | John Greenwood Donald Yenko                 | Chevrolet Corvette  | 105    |
| 51                 | GTO    | 40  | Pironell Racing                | Tom Nell Richard Dagiel Joe Pirrotta        | Chevrolet Corvette  | 104    |
| 52                 | TU     | 138 | PDF Racing                     | Paul Fleming Roger Mandeville               | Mazda RX-2          | 102    |
| 53                 | TO     | 87  | Miller Hey                     | Sam Miller Rob Henry                        | Ford Mustang        | 91     |
| 54                 | GTU    | 2   | Dean Donley                    | Dean Donley Ben Scott                       | MGB                 | 81     |
| 55                 | GTU    | 46  | Bytzek Automotive              | Klaus Bytzek Rudy Bartling                  | Porsche 911S        | 80     |
| 56                 | TO     | 0   | Byron Cook Racing              | John Elliott Bill McDill                    | Chevrolet Camaro    | 80     |
| 57                 | GTO    | 34  | Murray Racing Team             | Ike Knupp Bob Tullius                       | Chevrolet Corvette  | 74     |
| 58                 | GTO    | 98  | Loren Pearson                  | Loren Pearson William Spencer Brian Taylor  | Shelby GT500        | 71     |
| 59                 | GTO    | 62  | Jeff Stevens Racing            | Jeff Stevens Pete Sherman                   | Chevrolet Corvette  | 53     |
| 60                 | TO     | 19  | U. S. Davis Racing             | Jose Rodriguez Bob McClure                  | Chevrolet Camaro    | 50     |
| 61                 | TU     | 25  | Libra International Racing     | John Buffum Bert Everett                    | Ford Escort         | 48     |
| 62                 | TO     | 44  | Larrauri Racing                | Manuel Garcia Daniel Vilarchao Jose Nunez   | Chevrolet Nova      | 44     |
| 63                 | TU     | 110 | Bolus & Snopes                 | Bob Mitchell Jim Williams                   | Dodge Colt          | 41     |
| 64                 | GTO    | 54  | Iroquois Racing                | Bill Schumacher Rick Hay                    | Chevrolet Corvette  | 37     |
| 65                 | GTU    | 70  | Marc Dancose                   | Marc Dancose Jacques Bienvenue              | Porsche 911S        | 30     |
| 66                 | GTU    | 75  | Tom Kuenz                      | Tom Kuenz Tom Shelton                       | Porsche 912         | 23     |
| 67                 | TO     | 14  | C. C. Canada                   | Russ Boykin Mike Meldeau C. C. Canada       | Chevrolet Camaro    | 22     |
| 68                 | GTU    | 4   | Western Sizzlin' Steak Houses  | Bob Lillquist Bill Webbe Dennis Merrick     | Porsche 911S        | 19     |
| 69                 | TO     | 28  | Ed Fleming                     | Ed Fleming Jim Corwin                       | Chevrolet Camaro    | 17     |
| 70                 | TO     | 8   | Automotive Engineering         | Gene Felton Tom Nehl                        | Chevrolet Camaro    | 6      |
| 71                 | GTO    | 6   | Alex Davidson                  | Alex Davidson Bob Baechle                   | Chevrolet Corvette  | 3      |
| 72                 | TO     | 26  | Wayne Alexander                | Charlie Cook Wayne Alexander Bob Barrett    | Chevrolet Nova      | 2      |
| Nicht gestartet    |        |     |                                |                                             |                     |        |
| 73                 | GTU    | 15  | Johnson Bozzani                | Robert Kirby Michael Sherwin John Hotchkis  | Porsche 911S        | 1      |
| 74                 | GTO    | 21  | Grand Touring Cars Inc.        | Sam Posey Harley Cluxton                    | Ferrari 365 GTB/4   | 2      |
| 75                 | GTU    | 64  | Pete Harrison                  | Pete Harrison Bob Buchler                   | Ferrari Dino 206 GT | 3      |
| 76                 | GTU    | 65  | Lee Cutler                     | Lee Cutler Peter Kirill                     | Porsche 914/6       | 4      |
| 77                 | TU     | 169 | Performance Engineering        | Steve Coleman Dennis Shaw                   | Opel Manta 1900     | 5      |
| Nicht qualifiziert |        |     |                                |                                             |                     |        |
| 78                 | TU     | 22  | Mark IV Racing                 | Hoyt Overbagh Bill Freeman Sam Peters       | Ford Pinto          | 6      |
| 79                 | TU     | 111 | Jeffrey Brooks                 | Jack Swanson Brad West                      | Austin America      | 7      |
| 80                 | TU     | 168 | Whitaker Vance                 | Robert Whitaker Harold Vance                | Volvo 122S          | 8      |
| 81                 | TU     | 176 | Laurence Oliva                 | Laurence Oliva Ron Polimeni                 | Volvo 122S          | 9      |
| 82                 | TU     | 188 | Dave Wolin                     | Dave Wolin Gerry Cohen                      | Ford Pinto          | 10     |
| 83                 | GTO    | 23  | Riley Racing                   | Randy Lewis Jon Milledge Max Sebba          | De Tomaso Mangusta  | 11     |

1 nicht gestartet
2 Motor vor dem Rennen überhitzt
3 nicht gestartet
4 nicht gestartet
5 nicht gestartet
6 nicht qualifiziert
7 nicht qualifiziert
8 nicht qualifiziert
9 nicht qualifiziert
10 nicht qualifiziert
11 nicht qualifiziert

### Nur in der Meldeliste
Hier finden sich Teams, Fahrer und Fahrzeuge, die ursprünglich für das Rennen gemeldet waren, aber aus den unterschiedlichsten Gründen daran nicht teilnahmen.
| Pos. | Klasse | Nr. | Team                | Fahrer                           | Chassis            |
| ---- | ------ | --- | ------------------- | -------------------------------- | ------------------ |
| 84   | GTO    | 12  | Daniel Muniz        | Daniel Muniz Roberto Quintanilla | Porsche Carrera    |
| 85   | GTO    | 38  | T. R. Smith         | Terry Wolters T. R. Smith        | Chevrolet Corvette |
| 86   | GTO    | 63  | Jeff Stevens Racing | Gary Belcher Pete Peters         | Chevrolet Corvette |
| 87   | GTU    | 68  | Rollin Geisel       | George Rollin Fred Geisel        | Porsche 911S       |
| 88   | GTU    | 73  | Dale Kreider        | Dale Kreider Rick Silvers        | Triumph GT6        |
| 89   | TU     | 141 | Mark IV Racing      | Rick LaCroix Tom Wilson          | Ford Pinto         |

### Klassensieger
| Klasse | Fahrer        | Fahrer         | Fahrer           | Fahrzeug            | Platzierung im Gesamtklassement |
| ------ | ------------- | -------------- | ---------------- | ------------------- | ------------------------------- |
| GTO    | Peter Gregg   | Hurley Haywood | Dave Helmick     | Porsche Carrera RSR | Gesamtsieg                      |
| GTU    | Don Lindley   | Stephen Behr   | Brian Goellnicht | Porsche 911S        | Rang 7                          |
| TO     | Vince Gimondo | Billy Dingman  |                  | Chevrolet Camaro    | Rang 5                          |
| TU     | Jim Grob      | Juan Montalvo  |                  | BMW 2002            | Rang 19                         |

### Renndaten
- Gemeldet: 89
- Gestartet: 72
- Gewertet: 39
- Rennklassen: 4
- Zuschauer: 30000
- Wetter am Renntag: warm und trocken
- Streckenlänge: 8,369 km
- Fahrzeit des Siegerteams: 12:00:35,024 Stunden
- Gesamtrunden des Siegerteams: 226
- Gesamtdistanz des Siegerteams: 1891,301 km
- Siegerschnitt: 157,481 km/h
- Pole Position: DeLorenzo – Chevrolet Corvette (#11)
- Schnellste Rennrunde: Milt Minter – Porsche Carrera RS (#1) – 2.33.800 – 195,885 km/h
- Rennserie: 1. Lauf zur IMSA-GT-Serie 1973